# Cyclura cornuta
Cyclura cornuta
,C. c. onchiopsis, Navassa Island iguana
,C. c. stejnegeri, Mona Island iguana là một loài kỳ nhông trong họ Iguanidae. Loài này được Bonnaterre mô tả khoa học đầu tiên năm 1789.
Loài này chủ yếu được tìm thấy trên đảo Hispaniola trong khu vực Caribe, chia sẻ giữa Cộng hòa Haiti và Cộng hòa Dominica. Chúng dao động về chiều dài từ 60 cm (24 in) tới 136 cm (54 in) và màu sắc từ xám thép tới lục sẫm hay nâu.
Ngoài phân loài nguyên chủng (Cyclura cornuta cornuta) ở Hispaniola, còn có 2 phân loài nữa là kỳ nhông đất Mona (Cyclura cornuta stejnegeri) và kỳ nhông đảo Navassa (Cyclura cornuta onchiopsis), mặc dù phân loài cuối này được cho là đã tuyệt chủng trong tự nhiên.

## Hình ảnh

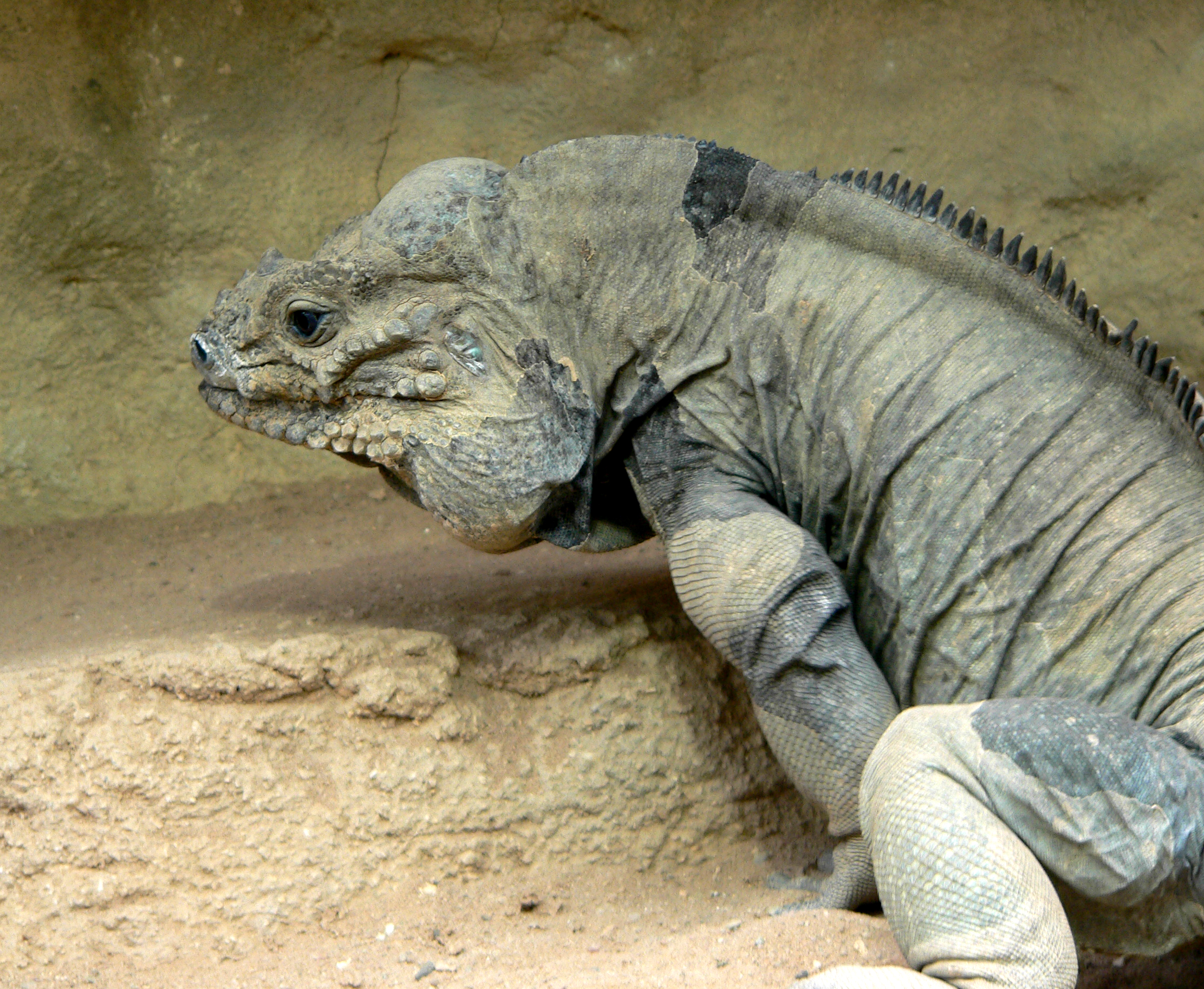
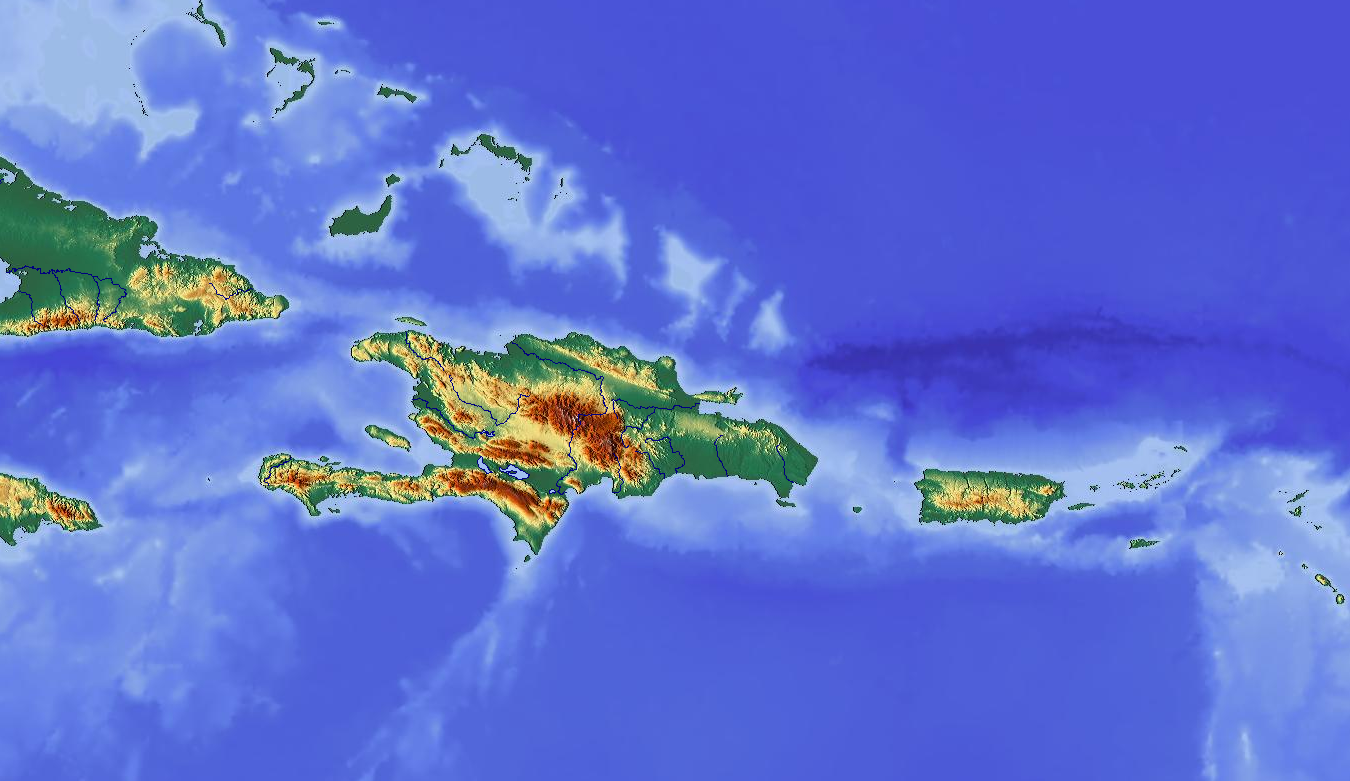
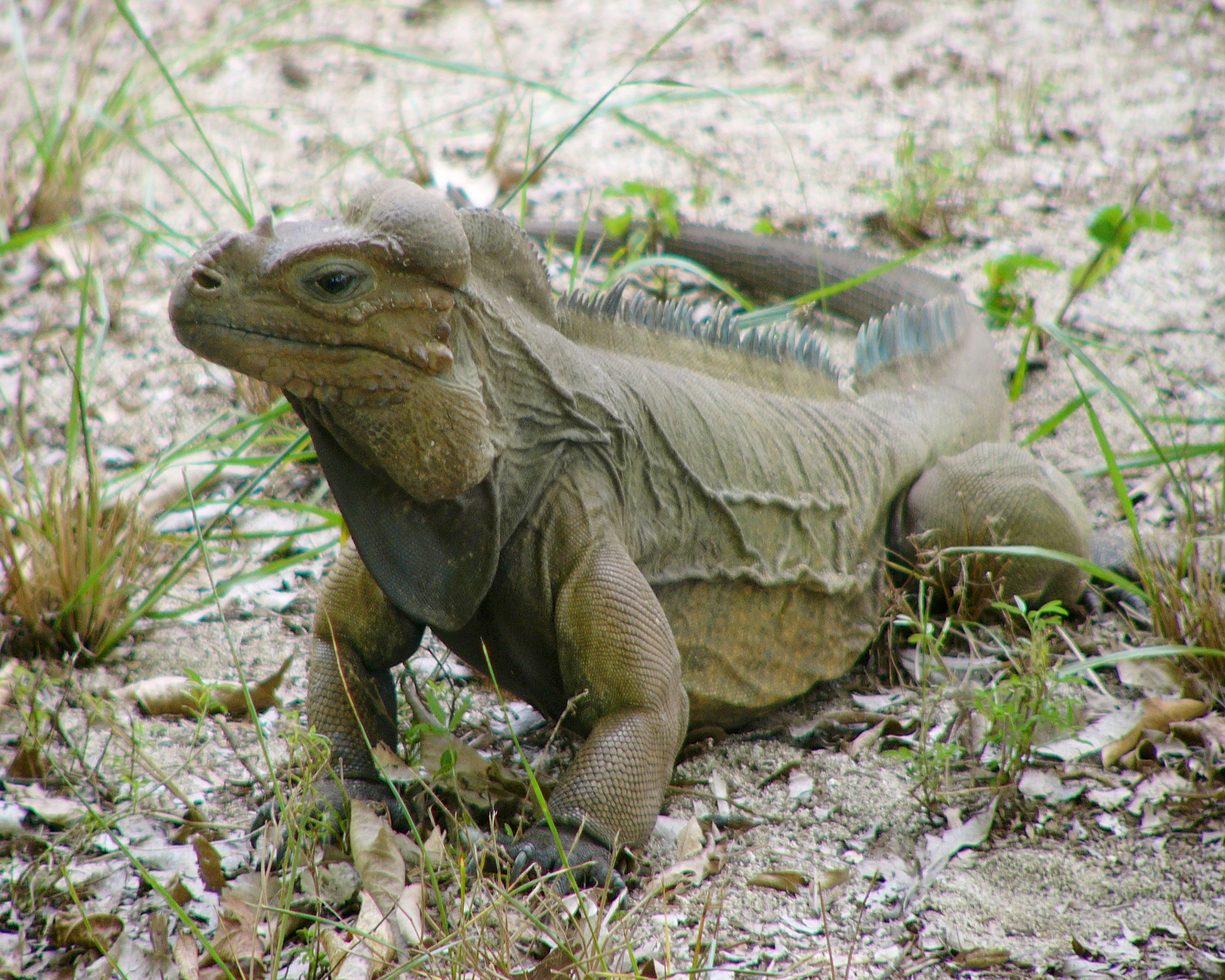
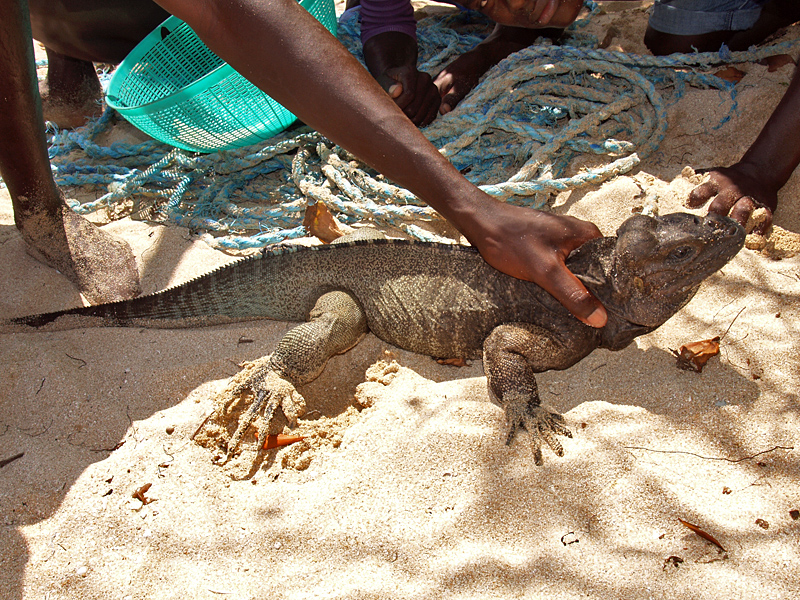
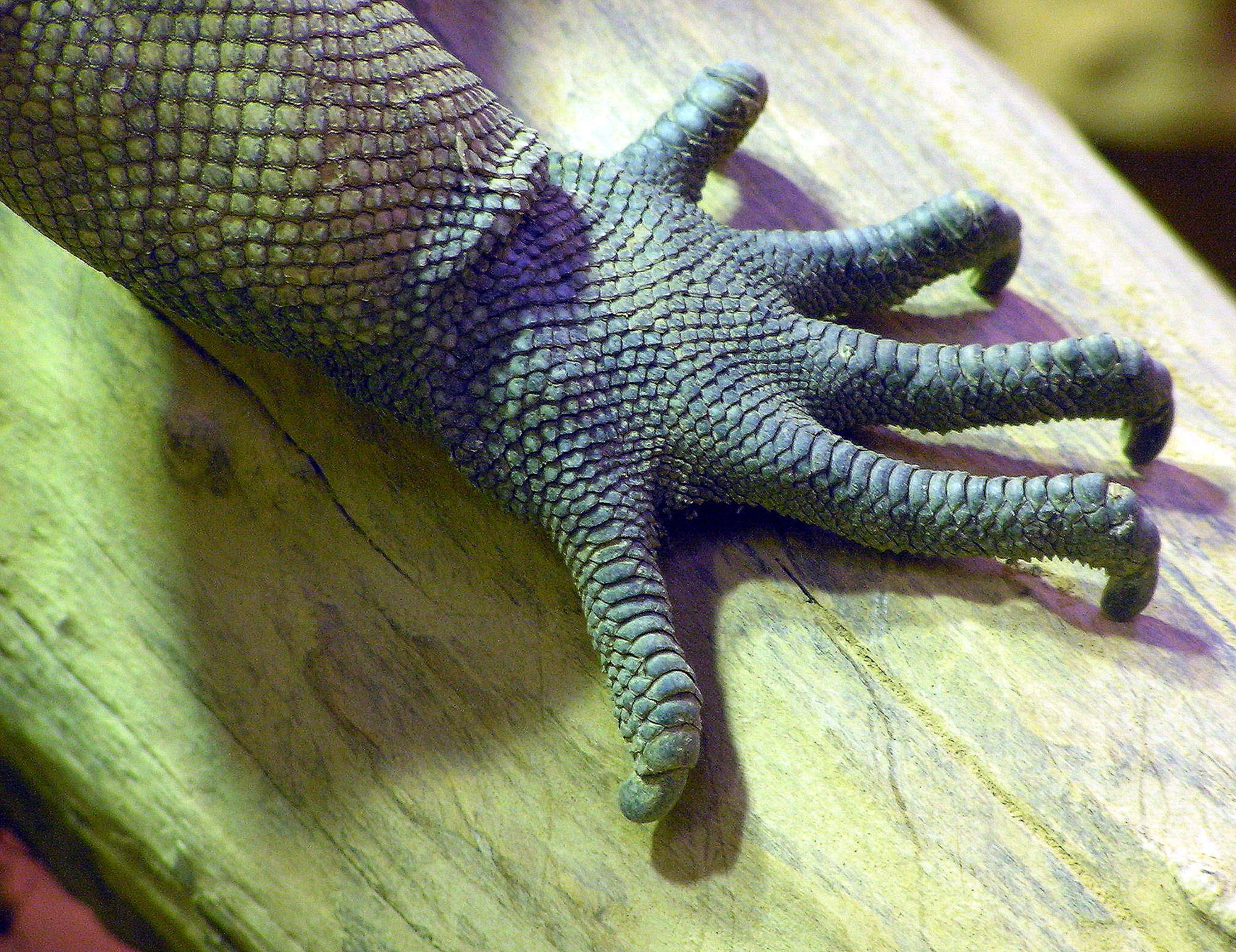
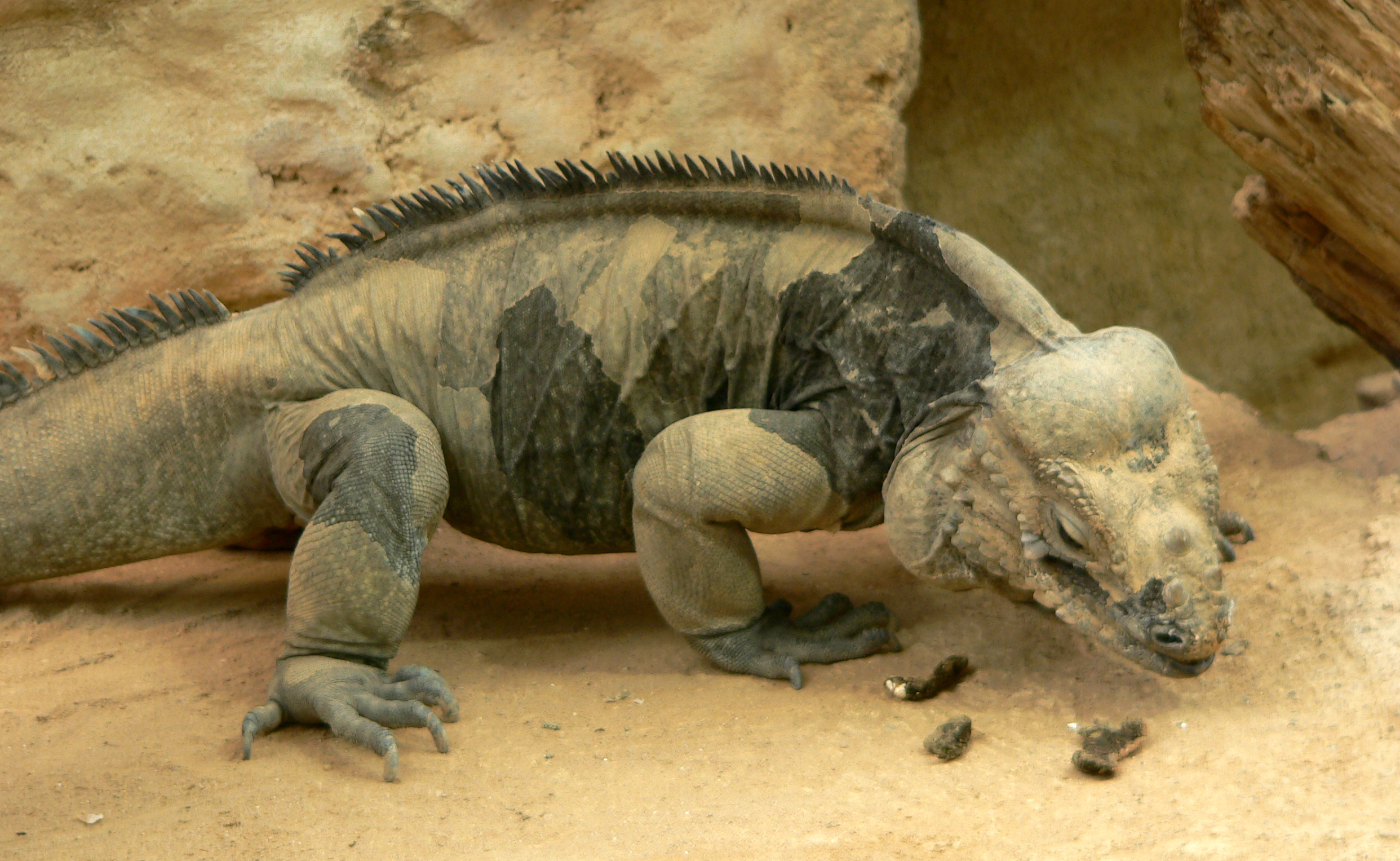
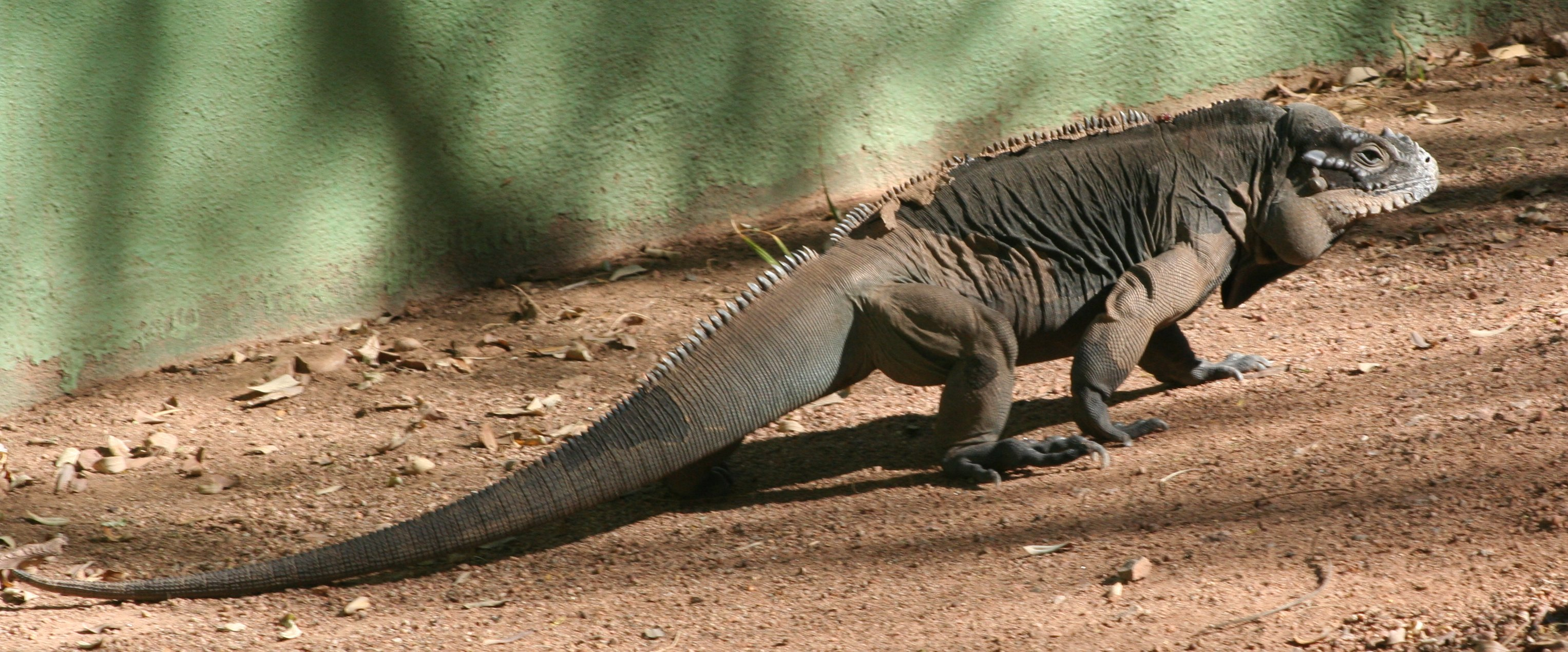